# اوسردتسی (صربستان)
اوسردتسی (به صربی: Osredci) یک منطقهٔ مسکونی در صربستان است که در بروس واقع شده‌است. اوسردتسی ۴۷۴ نفر جمعیت دارد.